# Auguste Denis-Brunaud
Pour les articles homonymes, voir Denis et Brunaud.
Auguste Denis-Brunaud, né le 13 janvier 1903 à Cancale 16 mars 1985 à Saint-Malo, est un artiste-peintre de l'école bretonne, issu d'une famille de Cancale, les Denis. 

## Biographie
À sa naissance, il était si menu que les voisines disaient à sa mère: « Mais jamais tu ne vas élever ça ». Finalement, sa grande taille lui valut le surnom de « grand Auguste » - « à Cancale, j'avons tous not'signorie », notre surnom, disait-il. Brunaud est le nom de son épouse, Berthe.
Pendant la Grande Guerre, Auguste, jeune adolescent, aide son père dans la menuiserie familiale.
Passionné par le théâtre, la musique et le chant, il se tourne vers le dessin, la peinture et la sculpture. Après son service militaire, il s'installe à Montmartre, baluchon sur l'épaule. Misérable, il devient l'ami de Paul-Emile Pissarro et visite les musées : « on ne peut visiter musées et galeries sans que quelques épis de cette moisson ne tombe vers vous ».
D'une générosité extrême, il refusa toutefois de vendre des toiles à des Allemands pendant l'Occupation, car il considérait que collaborer et vendre son art, c'est trahir deux fois.
Il était d'abord profondément athée et peu soucieux des convenances religieuses -il demanda à faire baptiser son chat, dans un élan provocateur- il devint un catholique fervent
Installé à Epiniac, une petite commune près de Dol-de-Bretagne, ce peintre qui se revendique comme un peintre-paysan illustre la vie paysanne et maritime du Clos-Poulet au XXe siècle, fidèle à sa patrie bretonne et au monde rural d'avant la guerre de 1914-1918. Intérieurs de chaumières gallèses, bisquines cancalaises, travaux des champs, laboureurs, bouquets champêtres essaiment son œuvre, constituée essentiellement de peintures à l'huile. 
De même, par fidélité à la vie paysanne de son enfance en pays gallo, il utilise pour support la rude toile de jute des sacs à patates. Sa manière rustique et directe s'inscrit dans la grande tradition flamande, dans un style proche de son contemporain Constant Permeke en Belgique, usant d'un empâtement lourd au couteau et à la brosse, matière sur laquelle il revient avec des glacis raffinés au médium flamand pour enfoncer des teintes et ombrer les objets. 
Si sa lumière est celle des maîtres flamands, une lumière blonde et propice aux clairs-obsurs, son talent est avant tout celui d'un peintre synthétique, loin de celui d'un dessinateur sourcilleux. Son plaisir est celui du geste, de la trace du vivant, de la belle patte. Bref, si son regard confère à ses toiles un intérêt ethnologique, c'est prioritairement celui d'un amoureux de la matière et de la lumière, un peintre du sensible somme toute.
Parallèlement à son travail d'artiste, exposé tant en France, Italie, Belgique et États-Unis, le peintre transmet son art auprès d'un groupe d'élèves, notamment la peintre Liliane de Zorzi (1933-2021) de Saint-Pierre-de-Plesguen ou encore le bédéiste Jean-François Miniac.
Ce Breton de cœur - un immense Gwenn ha Du trônait dans son atelier - repose aujourd'hui à Épiniac, sans descendance. Son épouse ne survécut pas longtemps à sa disparition.

## Hommage
Désormais, le nom d'une rue de Cancale commémore son œuvre.